# 오카다 류
오카다 류(일본어: 岡田 隆, 1984년 4월 10일 ~ )는 일본의 전 축구 선수이다.

## 구단 경력
과거 주빌로 이와타, 아비스파 후쿠오카에서 활동하였다.